# Diamond Hill (Antarktika)
Der Diamond Hill (englisch für Diamanthügel) ist ein markanter, rund 1350 m hoher und schneefreier Hügel an der Hillary-Küste in der antarktischen Ross Dependency. Er ragt 16 km östlich des Bastion Hill an der Nordflanke des unteren Abschnitts des Darwin-Gletschers auf.
Die Mannschaft zur Erkundung des Darwin-Gletschers bei der Commonwealth Trans-Antarctic Expedition (1955–1958) gab ihm seinen deskriptiven Namen in Anlehnung an seine Form, die an einen Diamanten erinnert.